# David Ashworth
Pour les articles homonymes, voir Ashworth.
David Ashworth (né en 1868 à Waterford – mort en 1947) était un manager et arbitre irlandais de football, connu pour avoir entrainé le Liverpool Football Club et le Oldham Athletic.
Il devient le premier manager de Oldham Athletic en 1906 et le reste huit saisons avant d'aller manager le Stockport County FC en 1914 et reste avec pendant la Première Guerre mondiale.
En 1920, il devient manager du Liverpool Football Club et mène son équipe à la 4e place à 8 points du champion Burnley FC.
La saison suivante, 1921-22, Ashworth guide Liverpool vers son troisième sacre en championnat. L'équipe va vers son second titre consécutif lorsque Ashworth quitte le club en février 1923 pour retourner à Oldham, alors dans le fond du classement. Oldham finit la saison relégué alors que Liverpool remporte le titre avec six points d'avance bien que le club n'ait gagné qu'un seul de ses sept derniers matchs.
Ashworth resta à Oldham une année supplémentaire avant d'aller à Manchester City FC. il essaie ensuite de prendre les commandes de Walsall entre 1926 et 1927.

## Statistiques
| Club             | De      | À       | Statistiques | Statistiques | Statistiques | Statistiques | Statistiques |
| Club             | De      | À       | Matchs       | V            | N            | D            | %            |
| ---------------- | ------- | ------- | ------------ | ------------ | ------------ | ------------ | ------------ |
| Oldham Athletic  | 1906    | 1914    | 283          | 126          | 67           | 90           | 44,52        |
| Stockport County | 1914    | 1919    | 61           | 25           | 12           | 24           | 40,98        |
| Liverpool        | 1920    | 1922    | 58           | 25           | 14           | 9            | 43,1         |
| Oldham Athletic  | 1923    | 1924    | 63           | 20           | 22           | 21           | 31,75        |
| Manchester City  | 1924    | 1925    | 56           | 20           | 13           | 23           | 35,71        |
| Walsall          | 1926    | 1927    | 42           | 16           | 9            | 17           | 38,1         |
| Total            | 1906–27 | 1906–27 | 563          | 232          | 137          | 184          | 41,2         |